# Patsy Kensit
Patsy Kensit, właśc. Patricia Jude Frances Kensit (ur. 4 marca 1968 w Londynie) – brytyjska aktorka i piosenkarka, w latach 1983–1989 związana z zespołem Eighth Wonder.

## Życiorys
Urodziła się w Hounslow, w dzielnicy w zachodnim Londynie, jako córka Margaret Rose Kensit (z domu Doohan), publicystki, i Jamesa Kensita, handlarza antykami
Po raz pierwszy znalazła się przed kamerami jako czteroletnia elegancka dziewczynka w komedii romantycznej Dla miłości Ady (For the Love of Ada, 1972). Rok później trafiła na szklany ekran i pojawiła się gościnnie w serialach BBC: Bracia (The Brothers, 1973) jako Toddler i Samochody Z (Z Cars, 1973) w roli Joanny Page. Wystąpiła potem w melodramacie Wielki Gatsby (The Great Gatsby, 1974) u boku Roberta Redforda i jako Pamela Buchanan, córka głównej bohaterki granej przez Mia Farrow, w dramacie sensacyjnym Złoto (Gold, 1974) z Rogerem Moore’em, komediodramacie Och, Alfie (Alfie Darling, 1975) z Joan Collins w roli Penny, dramacie fantasy Błękitny ptak (The Blue Bird, 1976) z Jane Fondą, Avą Gardner i Elizabeth Taylor oraz melodramacie wojennym Hanover Street (1979) u boku Harrisona Forda i Lesley-Anne Down.
Ukończyła szkołę dla dziewcząt im. Św. Katarzyny w Twickenham, dzielnicy Londynu Richmond upon Thames, w hrabstwie Middlesex. Uczęszczała do Italia Conti Academy of Theatre Arts. W 1982 wraz ze swoim bratem Jamie założyła zespół Eighth Wonder, z którym występowała i nagrywała płyty w latach 1983–1989, a największe sukcesy odnosiła we Włoszech, Japonii i Wielkiej Brytanii.
Jej talent aktorski doceniono w filmie muzycznym Absolutni debiutanci (Absolute Beginners, 1986) w roli Suzette, projektantki mody, robiącej karierę jako modelka. W komedii kryminalnej Richarda Donnera Zabójcza broń 2 (Lethal Weapon 2, 1989) pojawiła się jako Rika van den Haas. Krytycy byli zachwyceni jej rolą Katie, uwikłanej w skomplikowane związki miłosne w dramacie Dwadzieścia jeden (Twenty-One, 1991), za którą była nominowana do nagrody Independent Spirit Awards. W telewizyjnej komedii romantycznej Canal+ Kontrakt małżeński (Does This Mean We’re Married?/Les époux ripoux, 1991), gdzie jako Deena (stand-uperka) angażuje się w małżeństwo dla pozoru w Paryżu, wykonała piosenkę „Rambo Doll”. Wcieliła się w postać aktorki Mii Farrow w telefilmie Miłość i zdrada: Historia Mii Farrow (Love and Betrayal: The Mia Farrow Story, 1995).

## Życie prywatne
Była czterokrotnie mężatką; z Danem Donovanem (1988–1991), Jimem Kerr, wokalistą zespołu Simple Minds (od 3 stycznia 1992 do 1996), z którym ma syna Jamesa (ur. 1993), Liamem Gallagherem, wokalistą grupy Oasis (od 7 kwietnia 1997 do 22 września 2000), z którym ma syna Lennona Francisa (ur. 13 września 1999), Jeremym Healym (od 2009 do 2010).